# Pteropus alecto
Pteropus alecto (Крилан чорний) — вид рукокрилих, родини Криланових. З розмахом крил понад 1 м, це найбільший рукокрилий Австралії.

## Опис
Розмах крил: понад 1 м. Вага 500–980 гр. Тіло майже повністю чорного кольору, з просвітленням лише іржаво-червоного кольору на комірі й білих кінчиків волосся на животі. Іноді ці кажани мають червонувато-коричневий колір кілець навколо очей, і нижню частину ніг без шерсті. 

## Поширення
Країни поширення: Австралія, Індонезія, Папуа Нова Гвінея. Проживає від рівня моря до 100 м над рівнем моря. Значною мірою прибережний вид, знаходиться в області мангрових лісів і болотних лісів, іноді зустрічається в тропічних вологих лісах і саванах у безпосередній близькості від води, він також знаходиться в міському середовищі. 

## Поведінка
Протягом дня, тисячі P. alecto спочивають на сідалах у величезних, гучних колоніях серед верхівок дерев. Зазвичай харчується нектаром, фруктами і квітами дерев. Тварина долає до 50 км за ніч в пошуках їжі. Самиці щорічно народжують одне дитинча.

## Загрози й охорона
Очищення і фрагментація природної рослинності, в основному в результаті міського розвитку, сільського господарства й інтенсивного лісового господарства, призвело до скорочення доступності ділянок для сідал і годівлі для цього виду. Тварина, як шкідник фруктових садів, також потерпає через переслідування фермерів. Оскільки чорний крилан не перебуває під загрозою зникнення, і навіть, як видається, збільшує свою чисельність і розширює свій ареал в Австралії, немає цілеспрямованих зусиль зі збереження виду.